# Ryushin Shouchi Ryu
Ryushin Shouchi Ryu (柳心照智流) è una scuola (Ryū) di Kobudo (arti marziali antiche) specializzata in iaijutsu (arte di sguainare la spada) e fondata da Kawabata Terutaka nel 2006. La sua origine risale a Tenshinsho Jigen Ryu, un ramo della tradizione Tenshin Shoden Katori Shinto Ryu. L'attuale caposcuola (Soke) della tradizione Ryushin Shouchi Ryu è Yahagi Kunikazu.

## Storia
Ryushin Shouchi Ryu è un ramo della tradizione Tenshinsho Jigen Ryu, uno stile fondato da Tose Yosazaemon Osamune (十瀬 与三左衛門 長宗, c. 1540- c. 1600) durante il periodo (Era) Eiroku (1558-1570) specializzato in iai e kenjutsu. Tose era un samurai proprietario terriero della provincia di Hitachi. Compiuti i vent'anni si recò al tempio di Katori per studiare Tenshin Shoden Katori Shinto Ryu sotto la direzione del 3° soke, Iisaza Wakasa no Kami Morinobu. Dopo cinque anni di pratica, conseguì il menkyo Kaiden (abilitazione alla trasmissione), quindi proseguì la sua formazione al tempio di Kashima. È durante questo soggiorno che raggiunse l'illuminazione e ricevette da Takemikazuchi (divinità del tuono nella mitologia shintoista) una serie di tecniche attraverso un oracolo. Fu dopo questa divina rivelazione che fondò Tenshinsho Jigen Ryu, prendendo in prestito la parola "Tenshinsho" (unica e vera trasmissione di una delle divinità del tempio di Katori – Futsunushi) da Tenshin Shoden Katori Shinto Ryu e unendola a quella di Jigen "rivelazione onnipotente" che gli era stata ispirata dopo la sua esperienza mistica al tempio di Kashima. Si sarebbe quindi diretto a Satsuma dove avrebbe poi incontrato il suo futuro successore Kaneko Shinkuro Morisada (金子 新九郎 盛貞, c. 1520- c. 1585).
Il terzo soke, Terasaka Yakuro Masatsune (赤坂 弥九郎 政雅, 1567- 1594), fu iniziato allo studio della spada a 13 anni da Kaneko stesso, allo scopo di vendicare la morte di suo padre. Padroneggiò Tenshinsho Jigen Ryu all'età di 17 anni e riuscì a vendicare suo padre a 19. Poco tempo dopo, si trasferì a Kyoto per diventare monaco al tempio Soto Zen di Tennejo dove prese il nome buddista di Zenkitsu (善吉, anche scritto Zenkichi). Nel 1588, Togo Shigekata (東郷 重位, 1560- 1643) sarebbe diventato il migliore allievo di Zenkitsu dopo aver imperato tutto il repertorio tecnico della scuola in meno di un anno. Sarebbe quest'ultimo ad aver combinato Taisha Ryu (che aveva studiato prima presso il fondatore, Marume Kurandonosuke Tessai) e Tenshinsho Jigen Ryu per fondare Jigen Ryu. Secondo la tradizione, lo stile Tenshinsho Jigen Ryu sarebbe tenuto nascosto per ben 400 anni nelle scuole Jigen Ryu e Yakumaru Jigen Ryu; la sua trasmissione fu assicurata da una stirpe di Daï (successione di soke senza legami di sangue).
Tenshinsho Jigen Ryu conobbe un risveglio sotto il 27° soke, Ueno Yasayuki Genshin (上野 靖之 源心, 1913- 1972), quando costui ne riprese ufficialmente l'insegnamento ad Asakusa, Tokyo, fino alla sua morte nel 1972. Fu durante questo periodo che Kawabata Terutaka iniziò il suo studio della spada al Sogo Budo Shobukan, fondato nel 1963 da suo padre, sotto la supervisione di Ueno Yasuyuki Genshin. Dopo il decesso di quest'ultimo, Kawabata proseguì la sua pratica e si stabilì al Seiseikan ad Akabane, Tokyo, dove fondò nel 2006 Ryushin Jigen Ryu. Nel 2008, il migliore studente di Kawabata, Yahagi Kunikazu (矢作 訓一, b. April 5, 1948) diventò il secondo soke della scuola.
Nel 2011, Kawabata Terukata cambiò il nome originale in Ryushin shouchi Ryu per sottolineare uno degli obiettivi principali dello studio di questo stile cioè: coltivare la mente e fortificare il corpo attraverso una rigorosa pratica. Ryushin significa: "lo spirito del salice piangente", un albero che non perde mai le sue foglie, nemmeno in inverno, mentre Shouchi può essere tradotto con: "la saggezza illuminata". Uniti, il loro significato potrebbe essere: "istituire nel mondo una saggezza immutabile e impegnarsi ogni giorno a sviluppare un corpo ed una mente entrambe forti e flessibili".
Oggi, Ryushin Shouchi Ryu è praticato anche fuori del Giappone, in particolare, negli USA ed in Europa. Ogni anno, Yahagi Soke conduce seminari all'estero dove riceve una calorosa accoglienza da parte dei praticanti occidentali. La scuola partecipa ogni anno alle dimostrazioni dedicate al Kobudo (Kobudo Hono Embu Taikai) che si svolgono al tempio di Katori da più di 25 anni.